# The Mayor from Ireland
Pour plus de détails, voir Fiche technique et Distribution.
The Mayor From Ireland est un film américain sorti en 1912, réalisé par Sidney Olcott en Irlande, avec Jack J. Clark, Gene Gauntier et J.P. McGowan. Un film sur l'émigration irlandaise aux États-Unis au XXe siècle.

## Fiche technique
- Réalisation : Sidney Olcott
- Scénario : Gene Gauntier
- Production : kalem
- Directeur de la photo : George K. Hollister
- Longueur : 1 000 pieds
- Date de sortie : 1912
- Distribution : General Film Company

## Distribution
- Gene Gauntier : Bridget O'Donovan
- Jack J. Clark : Terry O'Donovan
- J.P. McGowan : Shamus Foley

## Anecdotes
Le film a été tourné en Irlande durant l'été 1912, à Beaufort, comté de Kerry; et aux États-Unis.